# Теменуга (Кирджалійська область)
Темену́га (болг. Теменуга) — село в Кирджалійській області Болгарії. Входить до складу общини Ардино.

## Населення
За даними перепису населення 2011 року у селі проживали 15 осіб, усі — турки.
Розподіл населення за віком у 2011 році:
Динаміка населення: